# Estación Chiñihue
Chiñihue (o Chiñigüe) fue una estación de trenes del Ramal Santiago - Cartagena; construida en 1893, sirvió al poblado de Chiñihue, ubicado en lo que es ahora el municipio de El Monte, con el fin de transportar bienes y pasajeros.
La estación sigue en pie, cuenta con doble vía y es parte de servicios turísticos de la zona.